# AMEOS Klinikum Ueckermünde
Das AMEOS Klinikum Ueckermünde ist ein Allgemeinkrankenhaus an der Ravensteinstraße 23 in Ueckermünde, Mecklenburg-Vorpommern. Es zählt heute zur AMEOS-Gruppe.

## Geschichte
Das Haus wurde am 1. Oktober 1875 als „Provinzial-Irrenanstalt Ueckermünde“ nach vierjähriger Bauzeit eröffnet. Es hatte zunächst etwa 300 Plätze. Am 1. Oktober 1891 erfolgte die Umbenennung in „Provinzial-Heil- und Pflegeanstalt“. Eine größere Anzahl Patienten wurde im Dritten Reich in die Pflegeanstalt Kosten, Reichsgau Wartheland, verbracht und ermordet. Viele Patienten kamen in den Tötungsanstalten Hadamar und Bernburg um.
Die Heilanstalt Ueckermünde war 1940 die erste Heil- und Pflegeanstalt in der Zeit des Nationalsozialismus, die eine „Feuerbestattungsanlage“ (Krematorium) zur Ermordung von Kindern und Jugendlichen einrichten ließ. Dies geschah im Rahmen der sogenannten „Kinder-Euthanasie“, die von 1939 bis 1945 in der „Kinderfachabteilung“ systematisch durchgeführt wurde. Bis Februar 1940 wurden mehr als 2000 Patienten aus psychiatrischen Einrichtungen in Pommern, darunter Stralsund, Treptow/Rega, Lauenburg, Meseritz-Obrawalde und Ueckermünde, in der Nähe von Danzig im Wald von Piaśnica (auch Piasnitz genannt) erschossen oder in Gaswagen in der Region um Kościan im Warthegau getötet. Bisher nicht bekannt sind die genauen Hintergründe zur Errichtung eines Krematoriums in der Uckermünder Anstalt. Wahrscheinlich hat der Anstaltsleiter Fritz Huber, eine sogenannte „Sonderlösung“ für die Region Pommern gesucht. Bisher gibt es keine nachgewiesene Verbindung zwischen den systematischen Massenmorden an behinderten Menschen, die in Berlin im Rahmen der „Aktion T4“ beschlossen wurden.
1956 hatte man gut 1000 Patienten. Der psychiatrische Machtmissbrauch zu DDR-Zeiten wurde bis heute nur wenig thematisiert. Ernst Klee berichtete 1993 in der Reportage „Die Hölle von Ueckermünde“ über die unwürdige Unterbringung von Schutzbedürftigen mit Mehrfachbehinderungen. Am 9. Oktober 1991 wurde das Denkmal „Verloren sein“ zum Gedenken an die NS-Opfer aufgestellt.

## Einrichtung
Das Haus besitzt insgesamt 217 Betten und 17 tagesklinische Plätze. Zu den Fachbereichen zählen Innere Medizin, Chirurgie, Neurologie, Geriatrie, Psychiatrie und Psychotherapie sowie Kinder- und Jugendpsychiatrie, Psychosomatik und Psychotherapie.
Die Klinik für Psychiatrie, Psychotherapie und Psychosomatik hat 87 vollstationäre Betten, eine Institutsambulanz sowie drei Tageskliniken.
Zum Krankenhaus gehört westlich gelegen ein kleiner Friedhof.